# Neoptera
Neoptera (tiếng Hy Lạp cổ: néos ("mới”) + pterón (“cánh”)) là một nhóm sắp xếp mà bao gồm đa số các côn trùng, cụ thể những con mà có thể cất cánh trên bụng của nó.